# Markus Kaatsch
Markus Kaatsch (* 19. April 1987 in Ost-Berlin) ist ein deutscher Filmproduzent und Filmemacher.

## Leben
Markus Kaatsch arbeitete nach dem Abitur als Assistent des Filmproduzenten Jost Hering und als Production Trainee bei der internationalen Spielfilmproduktion Mr. Nobody, dann als Kurzfilmproduzent und -regisseur, Aufnahme- und Filmproduktionsleiter. Im Alter von 19 Jahren gründet er mit seinem Bruder Matthias Kaatsch „aug&ohr medien“: Eine Basis für Kurzfilmproduktionen und deren Auswertung. Markus Kaatsch studierte von 2010 bis 2017 an der dffb – Deutsche Film- und Fernsehakademie Berlin Filmproduktion. Sein Bewerbungsfilm Mein Sascha lief weltweit auf über 80 Filmfestivals. Markus Kaatsch hat während seines Studiums mehrere Filme mit der Produzentin Anna de Paoli, dem Producer Niklas Warnecke, der Regisseurin Katharina Woll, der Regisseurin Daria Belova und dem Regisseur Moritz Krämer umgesetzt. Der Kurzfilm Komm und Spiel unter der Regie von Daria Belova wurde bei den Internationale Filmfestspiele von Cannes 2013 in der Sektion Semaine de la critique mit dem Discovery Award for short film ausgezeichnet. Der Spielfilm Bube Stur unter der Regie von Moritz Krämer feierte seine Weltpremiere bei den Internationale Filmfestspiele Berlin 2015 in der Sektion Perspektive deutsches Kino.
Markus Kaatsch war bei dem animierten Kurzdokumentarfilm Eye for an Eye Associate Producer. Der Film wurde 2016 u. a. für den Student Academy Awards nominiert und gewann den Short Tiger Award. Rosa Hannah Zieglers Familienleben wurde im Panorama der Internationale Filmfestspiele Berlin 2018 uraufgeführt und im gleichen Jahr für den Deutschen Dokumentarfilmpreis nominiert. Markus Kaatsch war bei diesem Film ebenso als Associate Producer tätig. Im August 2019 brachte X Verleih Sabina Sarabis Debütspielfilm Prélude in die deutschen Kinos. Hochkarätig u. a. mit Liv Lisa Fries, Louis Hofmann und Saskia Rosendahl besetzt. Der Film feierte kurz zuvor auf dem Filmfest München in der Sektion Neues Deutsches Kino seine Premiere.
2020 gründete Markus Kaatsch mit Nina Poschinski und Michael Grudsky die Zeitgeist Filmproduktion in Berlin. In den ersten Jahren entstanden vielfach preisgekrönte Kinospielfilme wie Sweet Disaster unter der Regie von Laura Lehmus und nach einem Drehbuch von Ruth Toma, Katharina Wolls Alle wollen geliebt werden oder Ararat unter der Regie von Engin Kundag. Florian Plumeyer und Katharina Woll erhielten auf dem Filmfest München 2022 den Förderpreis Neues Deutsches Kino für das Beste Drehbuch und Hauptdarstellerin Anne Ratte-Polle den Preis für Schauspielkunst beim Festival des deutschen Films. Ararat feierte seine Weltpremiere auf der 73. Berlinale in der Sektion Perspektive deutsches Kino.
Markus Kaatsch ist Mitglied der Deutschen Filmakademie.

### Tätigkeit als Filmagent
Neben seinem Studium an der dffb formte Markus Kaatsch „aug&ohr medien“ zu einer Filmagentur um, deren Aufgabe darin bestand, Filmstudenten und Nachwuchsregisseuren eine Vermarktungsplattform zu geben. Zu den betreuten Filmemachern gehörten u. a. Dietrich Brüggemann, Robert Gwisdek, Moritz Krämer, Karoline Herfurth, Nora Fingscheidt, Mascha Schilinski, Jannis Lenz, Bernhard Wenger, Kai Stänicke, Anselm Belser, Sophie Kluge, Bryn Chainey, Dennis Stein-Schomburg und Joya Thome.
Er verhalf dem nur 43-sekündigen Kurzfilm FELIX von Anselm Belser mit über 170 Festivalscreenings zu einem der erfolgreichsten, deutschen Kurzfilme 2012. Der von „aug&ohr medien“ ausgewertete Kurzfilm Alles wird gut von Patrick Vollrath erlangte großen Erfolg. Er wurde u. a. für den Oscar 2016 als Bester Kurzfilm nominiert, gewann den Student Academy Awards 2015: Studenten-Oscar in Bronze als Bester fremdsprachiger Film und wurde bei dem Österreichischer Filmpreis 2016 als Bester Kurzfilm ausgezeichnet.
Markus Kaatsch war bis 2020 als Filmagent tätig.

### Tätigkeit als Schauspieler
Markus Kaatsch übernahm als Jugendlicher Episodenrollen in Sitcoms wie Angie oder Zack! Comedy nach Maß. Er spielte Nebenrollen u. a. in Fernsehspielfilmen von Kai Wessel, Christoph Schrewe oder Daniel Lang. McDonald’s besetzte ihn zwei Mal als Hauptrolle in einem Werbespot. Von den Gagen finanzierte Kaatsch erste Kurzfilme.

### Privates
Er lebt mit seiner Lebensgefährtin Kathrin du Hamél und zwei gemeinsamen Kindern in Berlin.

## Filmografie als Produzent & Regisseur (Auswahl)
- 2005: Geburtstag (Kurzfilm, Produzent & Regisseur)
- 2006: Auf den Spuren der Kreisauer (Kurzfilm, Regie)
- 2008: Zirrussommer (Kurzfilm, Produzent & Regisseur)
- 2009: The Boy who wouldn’t Kill (Kurzfilm, Produktionskoordinator, Berlinale 2010)
- 2009: Fortuna (Kurzfilm, Produzent)
- 2009: Kokon (Kurzfilm, Production Manager, Deutscher Kurzfilmpreis 2009 , Internationales Filmfestival von Locarno 2009, Internationale Hofer Filmtage)
- 2009: Dunkelblau (Kurzfilm, Producer)
- 2009: Junge (Kurzfilm, Produzent & Regisseur)
- 2010: Mein Sascha (Kurzfilm, Produzent & Regisseur)
- 2010: Busy (Kurzfilm, Produzent)
- 2011: Dr. Ketel – Der Schatten von Neukölln (Spielfilm, Production Manager, Internationales Filmfestival Moskau, Internationales Filmfestival Shanghai, Filmfestival Max Ophüls Preis, Internationales Filmfest Oldenburg)
- 2011: Masks (Spielfilm, Associate Producer, Internationale Hofer Filmtage)
- 2011: Geschwister (Kurzfilm, Associate Producer)
- 2011: Ernte (Kurzfilm, Producer & Regisseur)
- 2013: Komm und spiel (Kurzfilm, Producer, Semaine de la critique der Internationale Filmfestspiele von Cannes 2013)
- 2013: Eat (Kurzfilm, Producer, Internationale Hofer Filmtage, Sitges Festival Internacional de Cinema Fantàstic de Catalunya)
- 2013: Domoj (Kurzfilm, Producer)
- 2013: Elisabeth (Kurzfilm, Producer)
- 2013: Draussen ist wo du nicht bist (Kurzfilm, Produzent)
- 2013: Fliegen (Kurzfilm, Producer)
- 2015: Bube Stur (Spielfilm, Producer, Berlinale 2015)
- 2016: Eye for an Eye (Kurzfilm, Associate Producer, Nominierung Student Academy Awards 2016 )
- 2018: Familienleben (Dokumentarfilm, Associate Producer, Berlinale 2018 )
- 2019: Prélude (Spielfilm, Produzent, Filmfest München 2019 )
- 2021: Sweet Disaster (Spielfilm, Produzent, Filmfestival Max Ophüls Preis 2022)
- 2022: Alle wollen geliebt werden (Spielfilm, Produzent, Filmfest München 2022[22])
- 2023: Ararat (Spielfilm, Produzent, Berlinale 2023)

## Auszeichnungen eigener Produktionen (Auswahl)
- 2009: Deutscher Kurzfilmpreis in Gold 2009 für „Kokon“ (Production Manager)
- 2009: Prädikat „wertvoll“ für „Kokon“ Deutsche Film- und Medienbewertung (FBW)
- 2009: Prädikat „wertvoll“ für „Dunkelblau“ Deutsche Film- und Medienbewertung (FBW)
- 2010: Best Screenplay für „Mein Sascha“ (San Gio Verona Video Festival)
- 2010: Prädikat „wertvoll“ für „Mein Sascha“ Deutsche Film- und Medienbewertung (FBW)
- 2010: Prädikat „wertvoll“ für „Busy“ & Kurzfilm des Monats Oktober Deutsche Film- und Medienbewertung (FBW)
- 2011: Best Int'l Short Film für „Mein Sascha“ (The Northern Wave International Film Festival)
- 2011: „Platinium Remi Award for best Dramatic Original“ für „Busy“ (Houston International Film Festival)
- 2011: 1st Prize für „Busy“ (Lublin Independent Film Festival Golden Anteaters)
- 2011: Best Experimental Short Film für „Mein Sascha“ (New York International Independent Film and Video Festival)
- 2011: Honorable Mention Best Narrative für „Busy“ (West Virginia Mountaineer Short Film Festival)
- 2011: 1. Preis in Gold für „Busy“ (Bundesfilmfestival Spielfilm)
- 2011: BDFA-Filmpreis für „Busy“ (Die Deutschen Film-Festspiele (DAFF))
- 2011: Preis für das beste Gesamtkonzept für „Busy“ (Video der Generationen)
- 2011: „Best Direction“ für „Busy“ (Film Festival Internationale Salento Finibus Terrae, Short World)
- 2011: „Médailles d'Or“ für „Busy“ (Union Internationale du Cinéma 2011)
- 2011: „German Independence Award“ für „Dr. Ketel – Der Schatten von Neukölln“ (Internationales Filmfest Oldenburg) (Production Manager)
- 2012: „Film Club Federation Prize“ für „Dr. Ketel – Der Schatten von Neukölln“ Internationales Filmfestival Moskau (Production Manager)
- 2012: „Interfilm Award“ für „Dr. Ketel – Der Schatten von Neukölln“ Filmfestival Max Ophüls Preis (Production Manager)
- 2012: „Best European Short Film“ für „Eat“ Sitges Festival Internacional de Cinema Fantàstic de Catalunya
- 2012: „Preis des Verband der deutschen Filmkritik“ für „Dr. Ketel – Der Schatten von Neukölln“ Achtung berlin – new berlin film award (Production Manager)
- 2012: Prädikat „besonders wertvoll“ für „Eat“ Deutsche Film- und Medienbewertung (FBW)

## Auszeichnungen & Erfolge vermarkteter Filme (Auswahl)
- „Feiertage“ von Christin Freitag & Hanna Mayser – Deutscher Kurzfilmpreis in Gold 2012
- „Andersartig“ von Dennis Stein Schomburg – Deutscher Nachwuchsfilmpreis 2011, Short Tiger Award 2012, Cannes German Films Next Generation, Palm Springs International ShortFest, Uppsala International Short Film Festival
- „Felix“ von Anselm Belser – Short Tiger Award 2012, Cannes German Films Next Generation, Aspen Film Festival, Filmfest Dresden, Internationales Kurzfilm-Festival Hamburg *Publikumspreis*, Raindance, „besonders wertvoll“ Deutsche Film- und Medienbewertung (FBW)
- „Ararat“ von Engin Kundag – Berlinale 2012 *Perspektive Deutsches Kino*
- „Leben lassen“ von Felix Charin – Internationale Hofer Filmtage 2011 *Eastman Förderpreis*, *Nominierung: First Steps (Filmpreis)
- „Ballet Story“ von Daria Belova – London Film Festival, Cork Film Festival *Lobende Erwähnung*, Trieste, Filmfest Dresden, „besonders wertvoll“ Deutsche Film- und Medienbewertung (FBW)
- „Über rauhem Grund“ von Youdid Kahveci – Internationales Filmfestival von Locarno 2012, Internationale Hofer Filmtage 2012
- "Auf Wiedersehen Papa" von Sandra Nedeleff – Internationale Hofer Filmtage 2010, Filmfestival Max Ophüls Preis 2011, Trieste Film Festival, Aubagne Film Festival *Lobende Erwähnung", Reykjavík *Golden Egg Award*, "besonders wertvoll" Deutsche Film- und Medienbewertung (FBW)
- „Jetzt aber Ballett“ von Isabell Suba – Filmfestival Max Ophüls Preis 2012
- „Legacy“ von Bryn Chainey – Filmfest Dresden, Raindance, *Nominierung: Goldener Spatz*, Sehsüchte *Musikvideopreis*
- „Meyer“ von Sascha Quade – Zagreb Film Festival, Internationales Kurzfilm-Festival Hamburg
- „Naiv sein und wissen, dass das ein Weg ist“ von Friedericke Hoppe – Deutscher Nachwuchsfilmpreis 2011, Sarajevo Film Festival
- „One Shot“ von Dietrich Brüggemann – Gijón International Film Festival, Kinofest Lünen
- „Hätte der Mond auch Schokolade geweint“ von Joya Thome – Internationale Hofer Filmtage 2010, Houston International Film Festival, Saatchi & Saatchi New Directors Showcase
- „Silent Youth“ von Diemo Kemmesis – Internationale Hofer Filmtage 2012 *Nominierung Millbrook Autorenpreis, Torino Film Festival, Valencia Film Festival, Molodist
- „Cold Star“ von Kai Stänicke – Frameline International Lesbian & Gay Film Festival, Outfest, *Nominierung Iris Prize*, Internationales Kurzfilm-Festival Hamburg, Lesbisch Schwule Filmtage Hamburg, Sehsüchte, „besonders wertvoll“ Deutsche Film- und Medienbewertung (FBW)
- „Das Heimweh der Feldforscher“ von Robert Gwisdek – Achtung berlin – new berlin film award, 14 films around the world, *Kunstpreis der Stadt Kaufbeuren und über 50 Festivals
- „Shoes from Trieste“ von Gregor Božič, 9. Grand Off Best Independent Film Awards, 2015, *Nominierung in der Kategorie beste Szenografie*.